# Eckhard Fuhr
Eckhard Fuhr (* 12. Februar 1954 in Groß-Rohrheim) ist ein deutscher Journalist und Autor. Als aktiver Jäger ist er Mitglied und stellvertretender Vorsitzender des Ökologischen Jagdvereins Brandenburg (ÖJV Brandenburg).

## Leben
Fuhr studierte Geschichte und Soziologie in Freiburg im Breisgau.
Seine journalistische Karriere begann er 1986 als politischer Redakteur der Frankfurter Allgemeine Zeitung. Dort wurde er zunächst zuständiger Redakteur für die Seite „Zeitgeschehen“, und 1997 Ressortleiter für Innenpolitik. Von 2000 bis 2010 war Fuhr Chef des Feuilletons bei der Tageszeitung Die Welt. Seit April 2010 ist er Korrespondent für Kultur und Gesellschaft für die WELT-Titel.
2005 erschien sein Buch über die Berliner Republik Wo wir uns finden, das er gegen den „Furor des deutschen Selbsthasses“ geschrieben haben will. Der Selbsthass, „der im Laufe der neunziger Jahre aus dem Milieu der akademischen Linken in die neuen ökonomischen Eliten eingewandert ist“, spiegele nicht mehr das allgemein anerkannte Selbstverständnis der Deutschen wider. Stattdessen sei das Leben „im Schatten der Hitlerschen Traumata an sein Ende gekommen“, eine neue Selbstwahrnehmung sei angebracht.

## Wolfsjagd
Im Oktober 2024 forderte er eine sogenannte Schutzjagd auf Wölfe, die einen zumutbaren Herdenschutz überwinden und Nutztiere töten. Aktuell würde nur die Kombination aus Zaun und Herdenschutzhund einigermaßen Schutz gegen Wölfe bitten, da der Herdenschutz mit der Zeit in seiner Wirksamkeit nachlasse. Diese Kosten könnten nur große Betriebe tragen. Wölfe, die Nutztiere reisen, sollten schnell und effizient von professionellen Wolfsjägern geschossen werden. Dabei sollten ganze problematische Rudel geschossen werden. Er wandte sich hingegen gegen eine feste Jagdzeit und Jagdquote mit Reduzierung der Gesamtzahl von Wölfen wie vom Bauernverband Brandenburg und Jagdverband Brandenburg gefordert.

## Veröffentlichungen (Auswahl)
- Wo wir uns finden – Die Berliner Republik als Vaterland, 2005, ISBN 3-8270-0569-8.
- Wer hat meinen Opel verhöhnt?, 2006, ISBN 978-3-8333-0371-5.
- (gemeinsam mit Werner Schmitz): Lob der Jagd, 2011, ISBN 978-3-440-12790-2.
- Jagdlust: Warum es schön, gut und vernünftig ist, auf die Pirsch zu gehen, 2012, ISBN 978-3-86995-034-1.
- Rückkehr der Wölfe. Wie ein Heimkehrer unser Leben verändert, 2014, ISBN 978-3-570-50171-9
- Schafe. Ein Portrait, 2017, ISBN 978-3-95757-399-5
- Jagdkunde. Zeitgemäße Betrachtungen über ein altes Handwerk, 2019, ISBN 978-3-95757-760-3